# 서울공업고등학교
서울공업고등학교(서울工業高等學校)는 대한민국 서울특별시 동작구 대방동에 있는 공립 고등학교로, 이 학교는 원래 대한제국 시대 말기였던 1899년 3월에 한성부 관립 상공학교로 처음 개교되었다.

## 학교 연혁
- 1899년 5월 : 고종황제 칙령에 의해 관립 상공학교로 설립
- 1922년 4월 : 관립경성공업학교(3년제)로 개편
- 1939년 6월 : 현 대방동 교사로 이전
- 1940년 4월 : 경성공립공업학교(5년제)로 개편
- 1946년 6월 : 서울공립공업중학교(5년제)로 개편
- 1946년 12월 : 서울공립공업중학교(6년제)로 개편
- 1951년 8월 : 서울공업고등학교로 개편
- 1966년 12월 : 교훈변경(개척. 협동. 봉사)
- 1974년 3월 : 정규과정 야간부 신설
- 1976년 2월 : 부설 공업 기술원 양성소 설치
- 1978년 3월 : 서울기계공업고등학교로 개명
- 1990년 11월 : 부설 서울시 공업고등학교 공동실습소 설치
- 1994년 1월 : 서울공업고등학교로 교명 환원
- 2011년 8월 : 교육청 지원형 특성화고 지정(뿌리기술, 스마트기술, 그린기술, 11개 학과로 개편)
- 2015년 12월 : 대강당 준공(창의관 개축)
- 2022년 1월 : 제113회 졸업식(졸업생 476명, 전체 62,248명)
- 2022년 3월 : 제39대 이조복 교장 취임

## 설치 학과
- 전기과
- 전자과
- 스마트기계과
- 미래자동차과
- 섬유디자인과
- 스마트용접설비과
- 그래픽아트과
- 스마트자동화과
- 신재생에너지과
- 토목건축과
- 세라믹아트과
- 바이오화공과

## 주요 시설

### 본관
본관 건물이 2002년 5월 31일 대한민국 등록문화재 제13호로 지정되었고, 2021년 하반기에 방영한 KBS의 시즌제 교육 드라마인 학교 2021의 촬영지로 사용한 바 있다.

## 갤러리

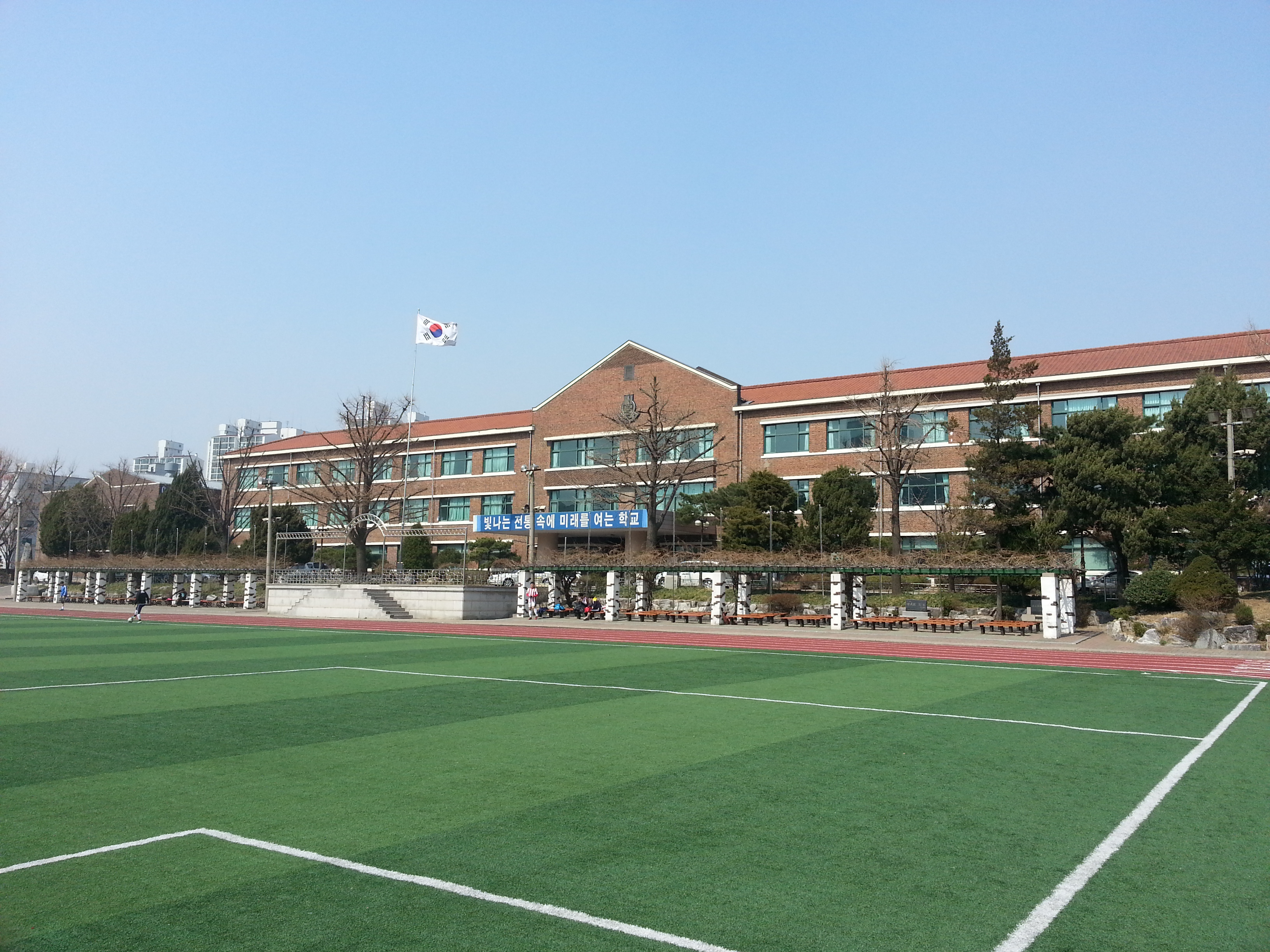
서울공업고등학교 본관
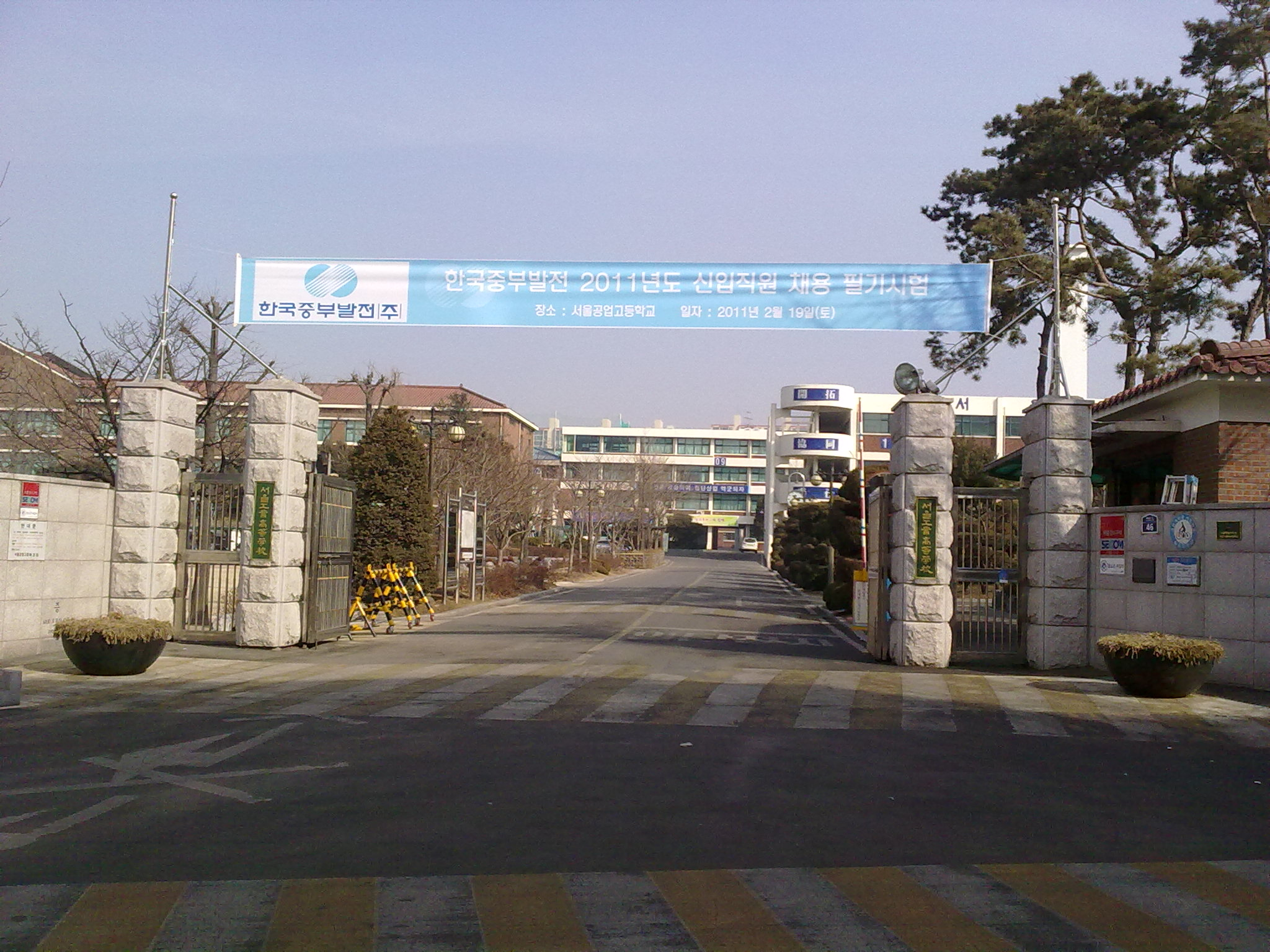
정문
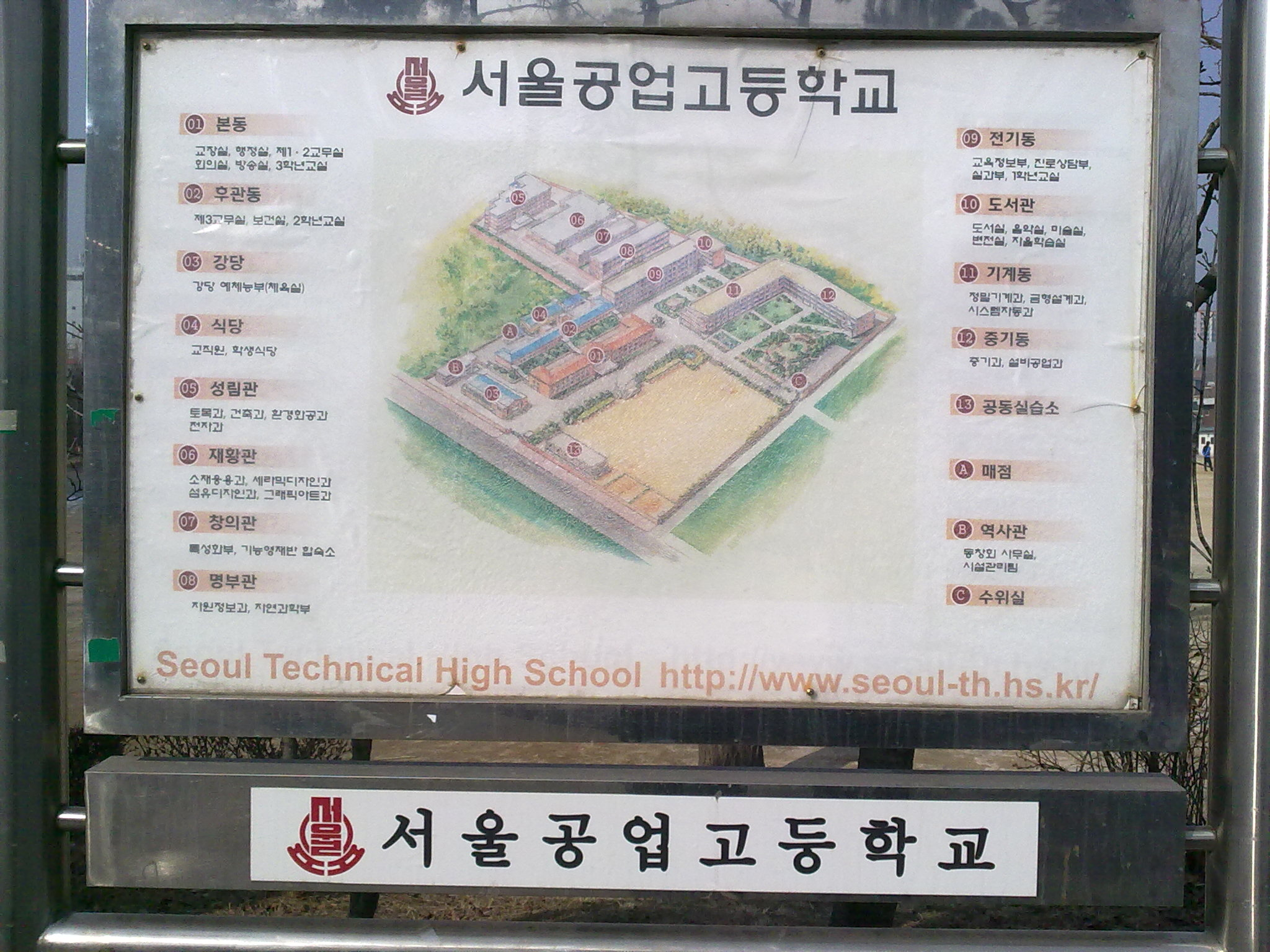
안내도
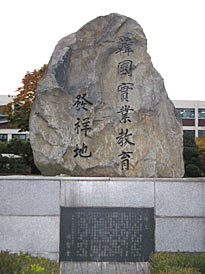
한국실업교육발상지기념비
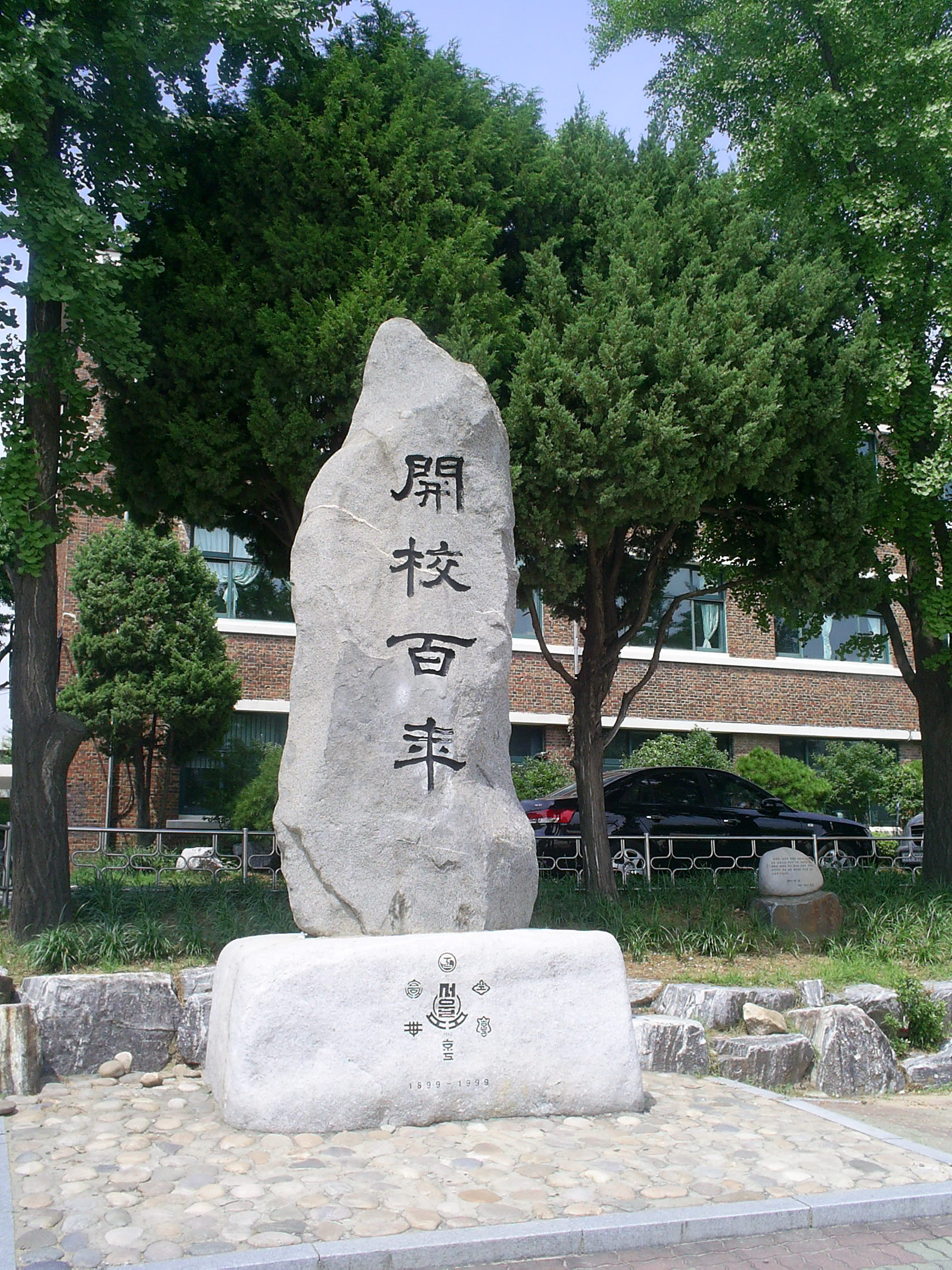
개교백주년기념탑
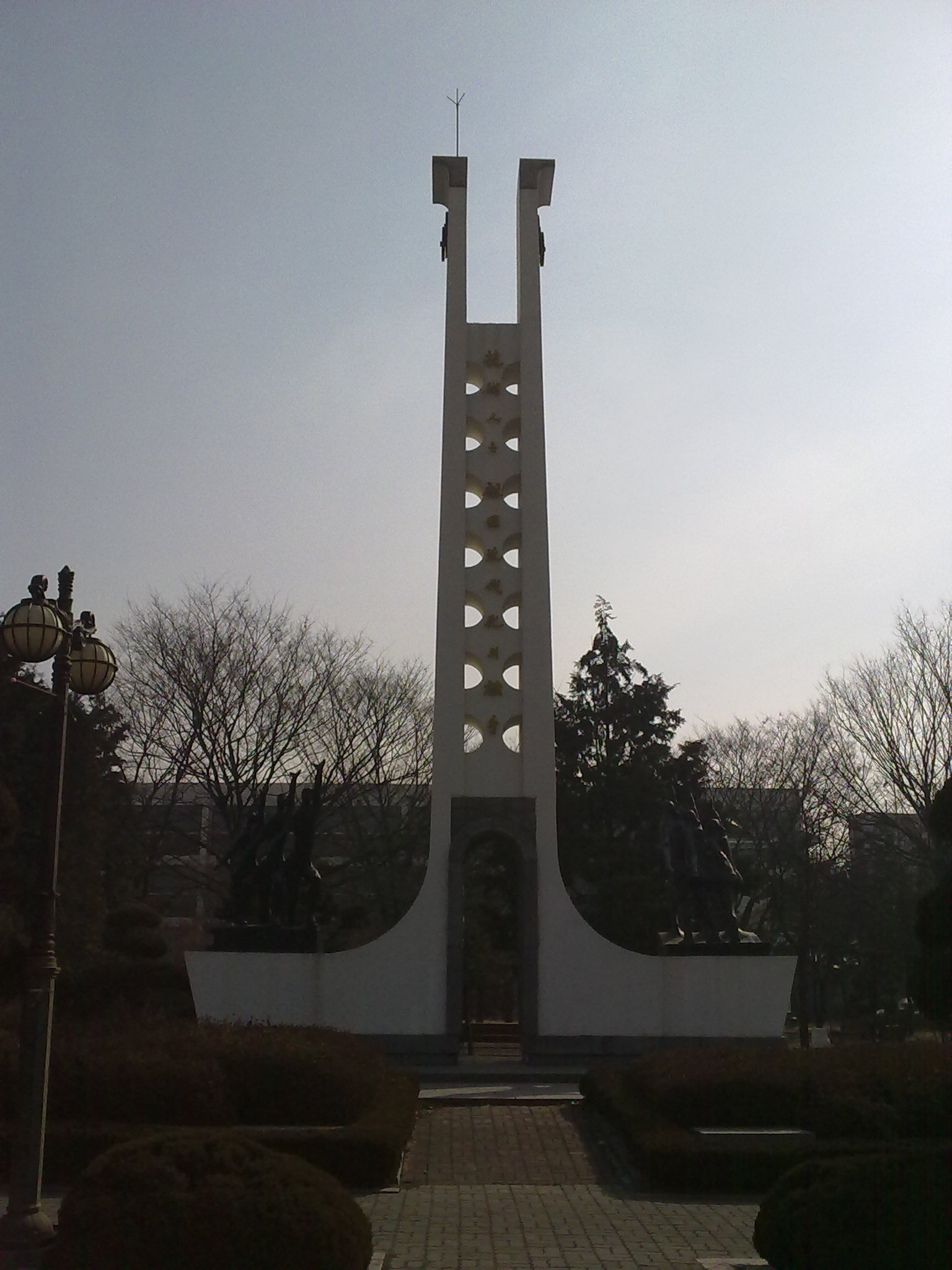
기술인의 탑
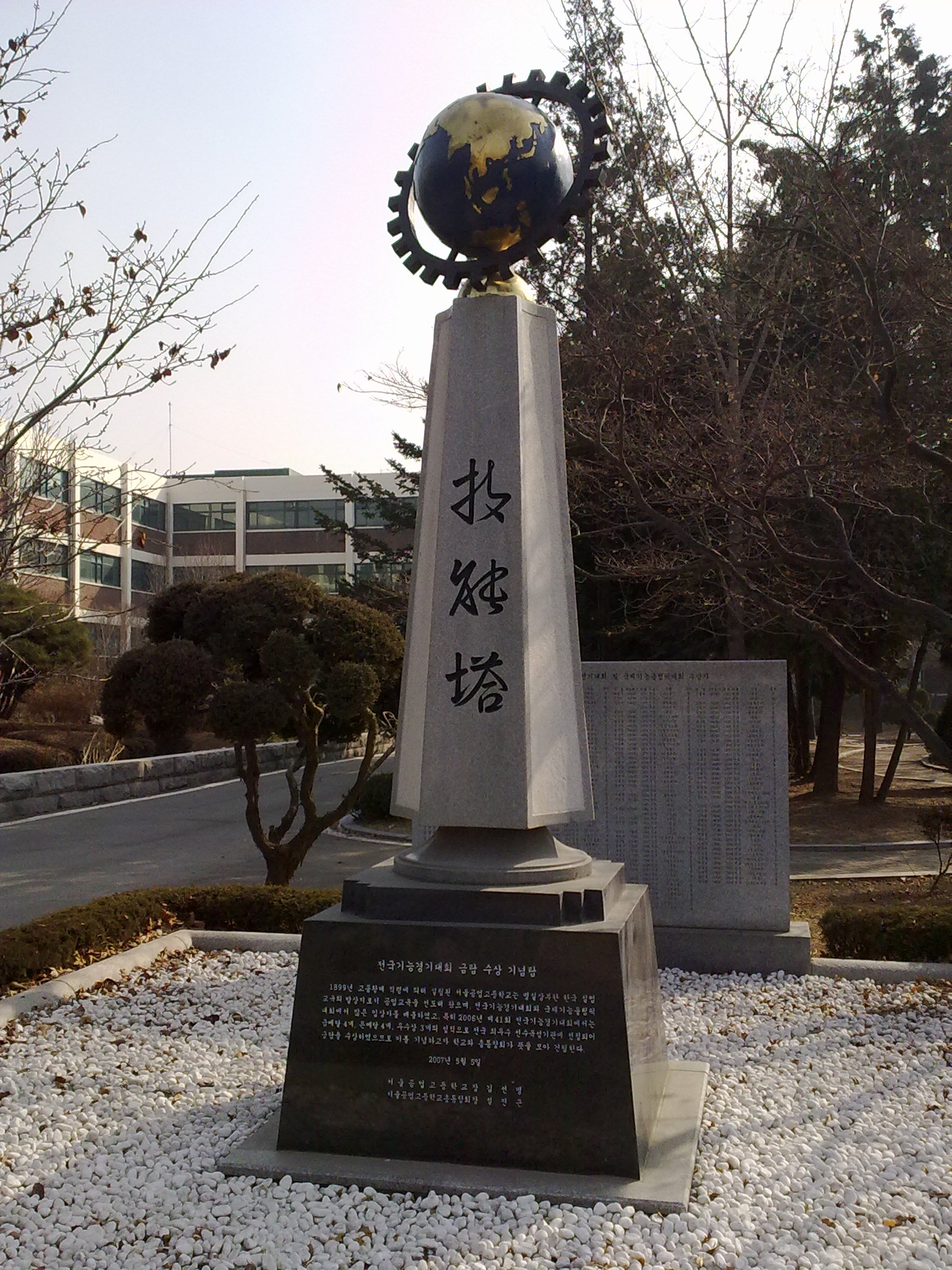
전국기능경기대회 금탑 수상 기념탑
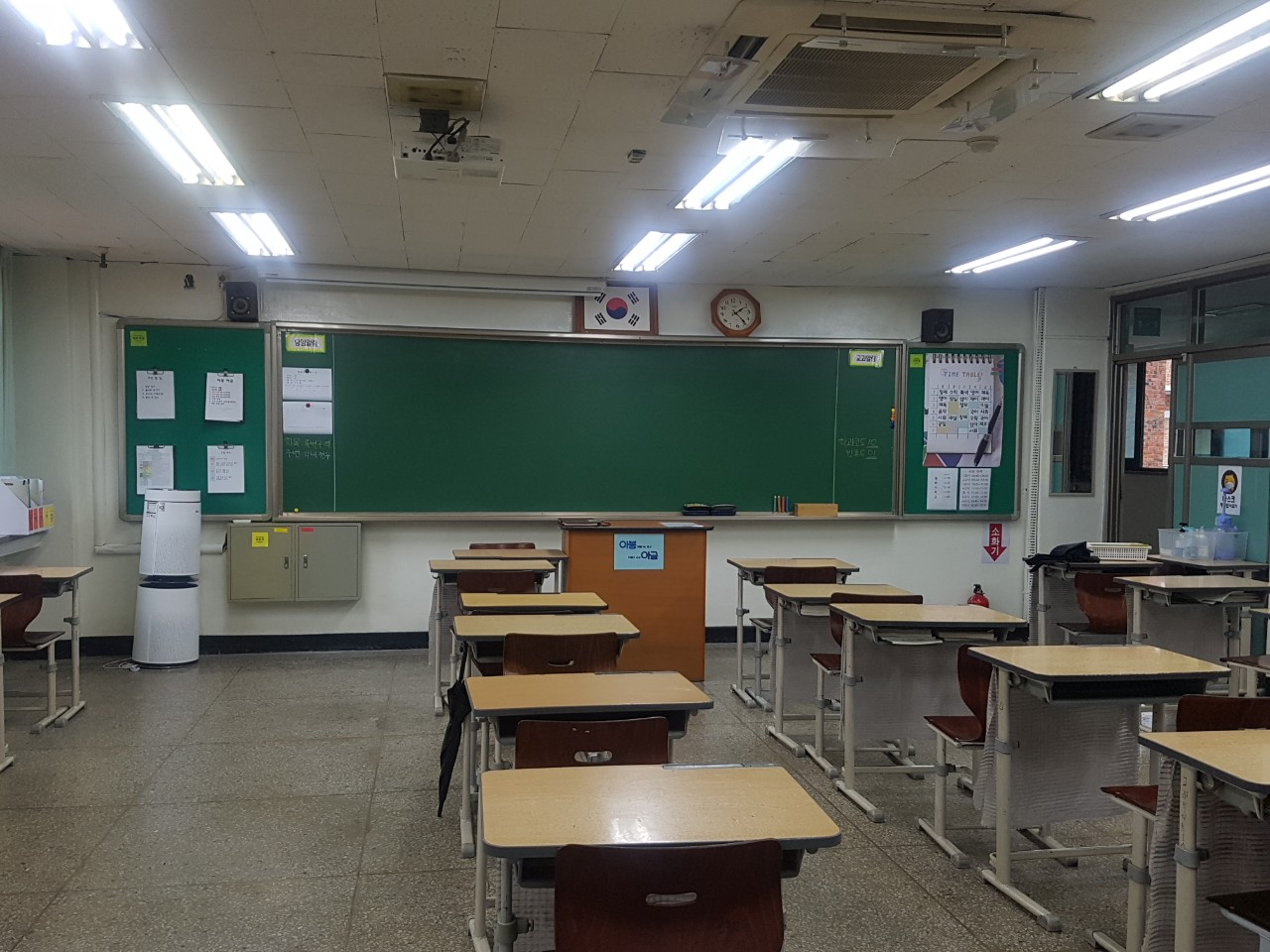
서울공업고등학교 교실 내부

## 참고 문헌
- 서울공업고등학교 - 한국교육학술정보원 학교알리미

## 같이 보기
- 서울공업고등학교 축구단
- 경성공립공업학교 축구단